# Adiantum tenerum
Espèce
Adiantium tenerum est une espèce de fougères tropicales de la famille des Pteridaceae.

## Répartition
Mésoamérique, Caraïbes, Vénézuela.